# Kamari

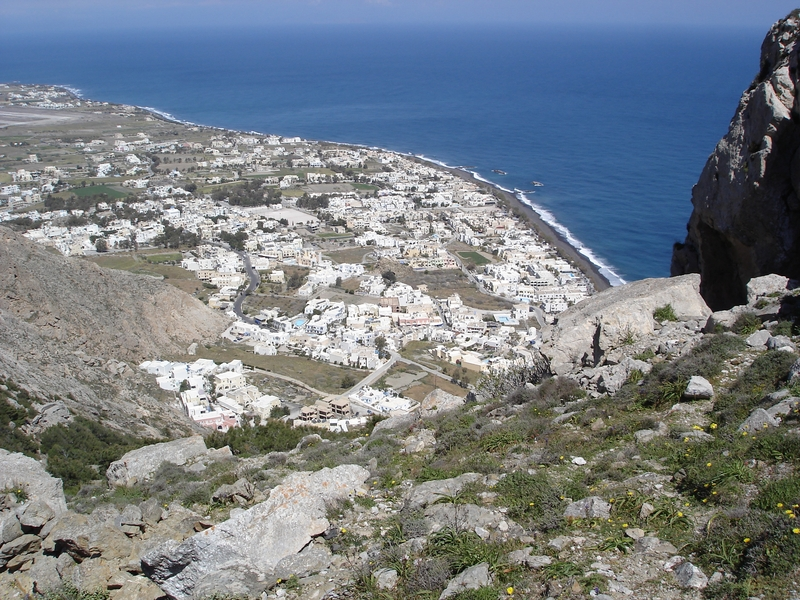
Kamari

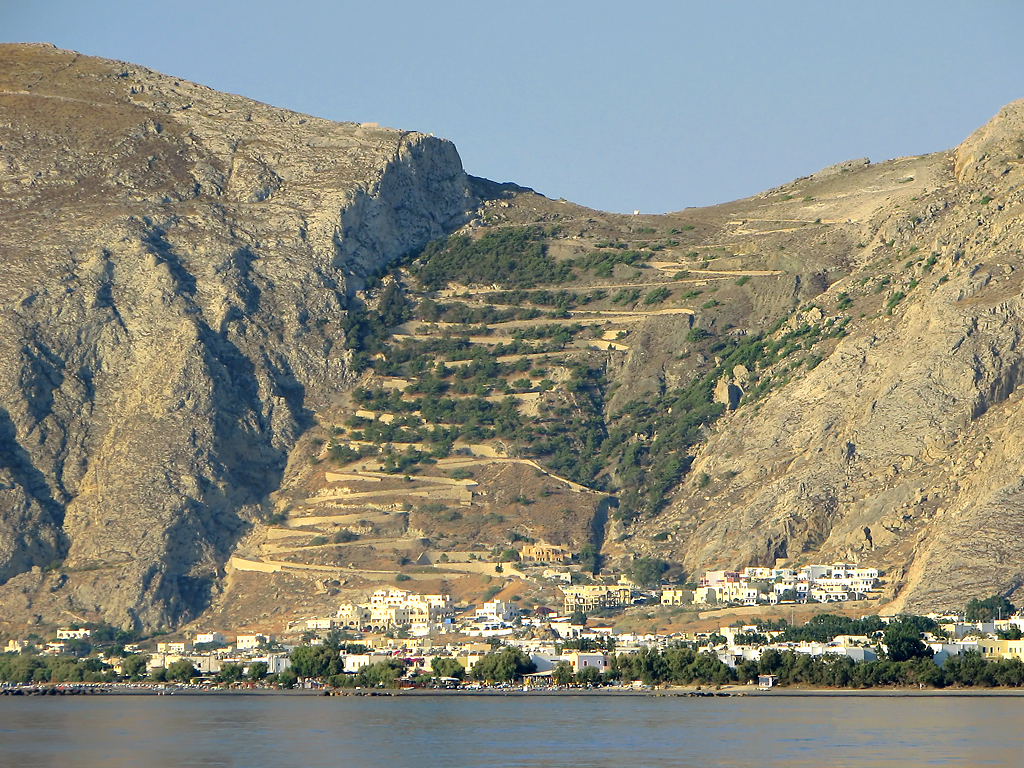
Kamari a tenger felől

Kamari (görögül: Καμάρι) a görögországi Szantorini sziget legkedveltebb üdülővárosa, amely fekete kavicsos tengerpartjáról híres. A sziget fővárosától, Firától 10 km-re délkeletre fekszik.
Állandó lakóinak száma 1400 fő. Szantorini délkeleti oldalán helyezkedik el, közvetlenül a hatalmas Profitisz Iliasz hegy lábánál, tengerpartja két kilométer hosszú. Az 1956-os földrengés után tervezték és alkották meg az ide menekülő Messza Gonia város lakóinak.
Kamari mindazzal rendelkezik, amire egy igazi üdülővárosnak szüksége van: hosszú partokkal, éttermekkel, bárokkal, szállodákkal, apartmanokkal, mozival, vásárlási lehetőséggel, bankautomatával, pékséggel, játszótérrel. Minden évben jazzfesztivált rendeznek.
Nyáron szinte minden nap rendeznek különböző bemutatókat, előadásokat, sportversenyeket a helyi gyerekek közreműködésével. A szabadtéri mozi is csalogatja esténként a nézőket, csakúgy, mint a központban található mozi. A tengerparti sétányon esténként hatalmas az élet, a tavernákból, bárokból jókedvű zene szűrődik ki.
A Panaghia Episzkopi templomot 1100-ban építették. Augusztus 15-én Szűz Mária napján hatalmas ünnepet tartanak tiszteletére, sok étellel, zenével, tánccal.

## Külső hivatkozások
- Santorini.lap.hu – Linkgyűjtemény
- Santorini, Kamari (magyarul)
- Kamari képek